# Gemaal Leemans
Het gemaal Leemans is een gemaal bij Den Oever en is een van de twee gemalen die zijn gebouwd voor de drooglegging van de Wieringermeer.

## Geschiedenis
In 1926 werd een start gemaakt met de inpoldering van de Wieringermeer. De 18 kilometer lange dijk kwam in 1930 gereed. Voor de bemaling van de Wieringermeer werden eind jaren 20 twee gemalen gebouwd, namelijk:
1. gemaal Lely, een elektrisch gemaal met drie horizontale centrifugaalpompen bij Medemblik en
2. gemaal Leemans, een dieselgemaal met twee verticale centrifugaalpompen bij Den Oever.

De keuze voor twee verschillende technieken, elektriciteit en diesel, was bewust gemaakt. In tijden van dieselschaarste kon de Lely het werk aan en mocht de stroom uitvallen, dan was de Leemans nog paraat. Deze strategie werd ook bij latere IJsselmeerpolders gevolgd. Beide gemalen tezamen hadden een capaciteit van 1.700 m3 per minuut ofwel bijna 2,5 miljoen m3 per etmaal.
In 1930 was de Leemans, vernoemd naar de hoofdinspecteur-generaal van Rijkswaterstaat ir. W.F. Leemans, uitgevoerd met twee centrifugaalpompen die elk direct waren gekoppeld met een zescilinder dieselmotor. De motoren met een vermogen van 600 pk waren geleverd door de firma Werkspoor uit Amsterdam. De pomp had een vermogen van 250 m3 per minuut, bij een opvoerhoogte van 5,5 meter. In het gebouw was een ruimte gereserveerd voor een eventuele derde pomp, deze is overigens nooit geplaatst. Het gemaal werd in de dijk gebouwd als een grote betonnen bak die tot de droogmaking van het Wieringermeer voor een groot deel in het water stak. Alleen de ingang, de ramen en het dak kwamen boven de waterspiegel. Het gemaal is een ontwerp van architect Dirk Roosenburg (1887-1962). De bouw heeft toen een miljoen gulden gekost.
Het gemaal Leemans werd in februari 1930 in bedrijf genomen, tegelijk met het gemaal Lely bij Medemblik. Beide gemalen hadden een half jaar (van 10 februari tot 21 augustus) nodig om de 20.000 hectare grote Wieringermeer droog te leggen.

## Renovatie

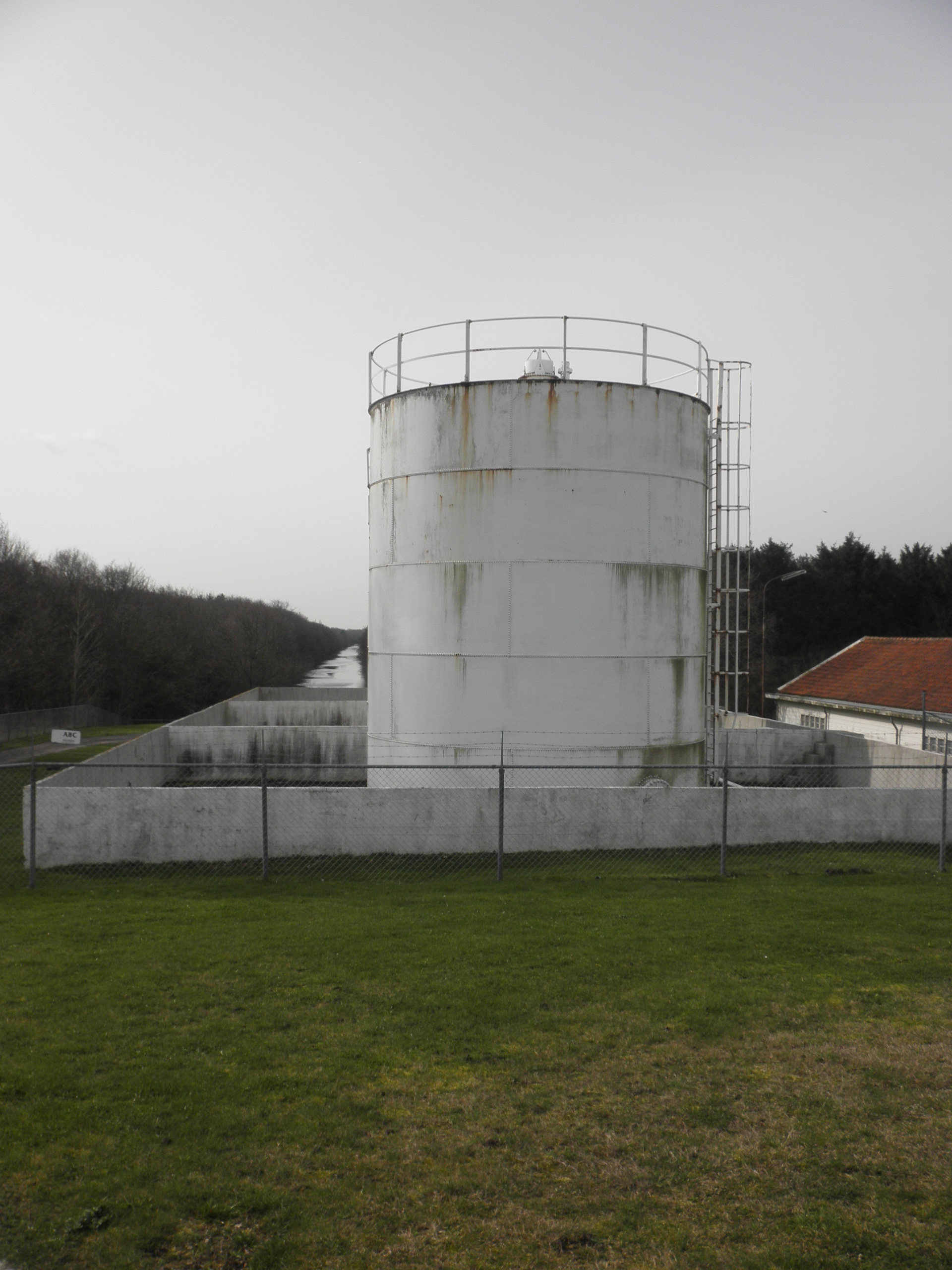
De ijzeren brandstoftanks

In 1994 werd de Leemans gerenoveerd. De twee dieselmotoren werden verwijderd en vervangen door vier elektromotoren die ieder een schroefcentrifugaalpomp aandrijven. Als de netspanning wegvalt, slaat automatisch een noodstroomaggregaat aan zodat de pompen kunnen blijven werken. De vier pompen kunnen 1.500 m3 water per minuut uit de polder halen. De gebouwen, waartoe ook de schutsluis, het transformatorhuisje en de drie ijzeren brandstoftanks behoren, zijn beschermd monument.

## Zoutkwelwater
De Wieringermeer is een van de diepste droogmakerijen van Nederland, tot wel 6,60 meter onder NAP. Per jaar moet circa 150 miljoen m3 water uit de polder worden gepompt. Door de diepe ligging van de polder kwelt ook zeewater uit de ondergrond naar boven. De twee gemalen van de Wieringermeer brachten per jaar zo'n 800.000 ton zout in het IJsselmeer. Dat gaf niet alleen problemen voor de natuur maar ook voor de drinkwatervoorziening. Sinds 1997 wordt al het water uit de Wieringermeer afgevoerd naar de Waddenzee door een afvoerleiding met een lengte van 1.100 meter. Ook het gezuiverd afvalwater van de rioolwaterzuiveringsinstallatie van Wieringen wordt door deze leiding afgevoerd naar de Waddenzee.
Gemaal Leemans staat er nu alleen voor om de Wieringermeer droog te houden. Gemaal Lely komt alleen nog in werking bij noodgevallen; bijvoorbeeld als Leemans buiten bedrijf is, of bij dreigende wateroverlast in de polder.